# Sinterbecken

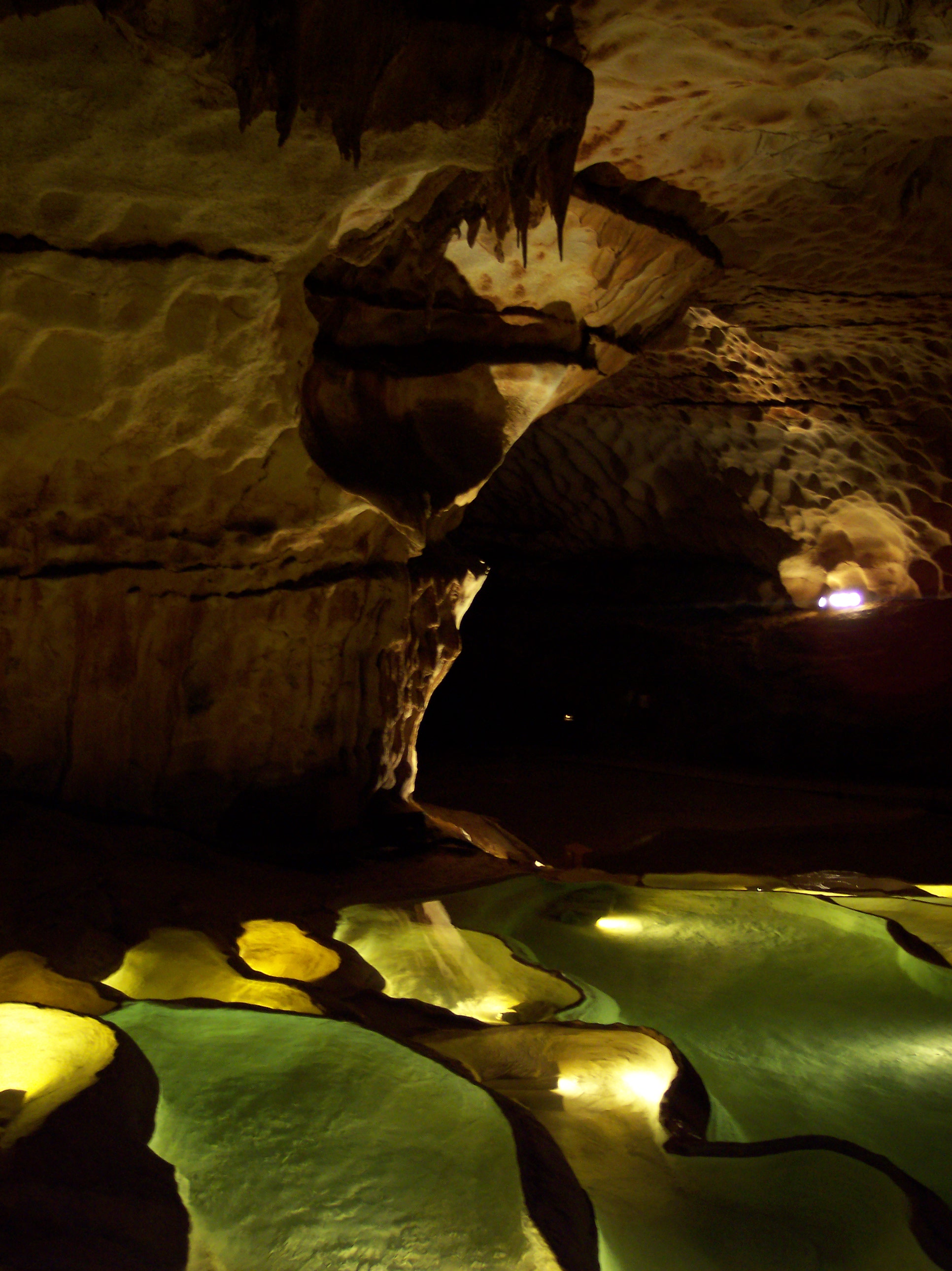
Sinterbecken in einer der Höhlen von Saint-Marcel-d’Ardèche

Ein Sinterbecken (Synonyme: Sinterschale, Sinterschüssel, Sintersee) ist eine Vertiefung mit Rückhaltevermögen für Wasser in Höhlen, das sich aus Kalksinter stufenförmig übereinander in Gruppen bildet.

## Beschreibung
Um eine Beckenform zu bilden, bedarf es eines Randwalls aus aufgewachsener Kalziumkarbonatsubstanz, die sich in Form des Minerals Calcit, seltener als Aragonit, abscheidet. Diese Sinterbecken entstehen vorzugsweise unter Stalaktiten, am Fuße von Stalagmiten oder Tropfsteinsäulen sowie an Höhlenwänden, indem der in Tropf- oder Fließwasser gelöste Anteil von Karbonaten sich wieder verringert. Sinterstrukturen in Höhlen entstehen durch die Verdunstung des Wassers, wobei Kohlendioxid freigesetzt wird und sich dadurch das Lösungsgleichgewicht im Wasser ändert. Sinterbildungen sind typischerweise kristallin und feinschichtig ausgebildet.
Die räumliche Anordnung der Becken kann eine abgestufte Abfolge einnehmen, wobei je nach Entstehungsbedingungen nur das oberste Becken einen vollständig umfassenden Randwall haben kann; letzteres kommt in Frage, wenn hier das Wasser in den Beckenbereich tropft. Diese Beckenform ist selten. Für die abwärts folgenden Becken ist es typisch, auf etwa nur der Hälfte, höchsten drei Viertel ihres Umfanges mit dem Randwall versehen zu sein. Die horizontale Kontur kann Knicke oder abweichende Krümmungen enthalten.
Die Randwälle haben an ihrer Außenseite eine glatte Oberfläche aus kompaktem Sinter. Auf der Innenseite sind sie jedoch porös und stark kristallin, wo sich die stetige Aufwachszone mit pisolithischen und traubenförmigen Konkretionen befindet.
Auf dem Beckenboden können kleine kugel- und zylinderförmige Gebilde liegen. Ersteres sind die Höhlenperlen, die sich aus abgefallenen kleinen Tropfsteinbruchstücken oder aus winzigen Ooiden im Verlaufe von Wasserbewegungen durch Sinterüberzüge bilden, die auf ihnen weiter konzentrisch aufwachsen. Solange diese kleinen Objekte durch das Wasser noch bewegt werden können, bleiben sie einzeln; werden sie schwerer, so wachsen sie zusammen und bilden den Erbsenstein.
Eine andere Erscheinung in den Becken sind igelförmige Sintergebilde, die wie kleine flache Lappen anwachsen und als „Seerosen“ bezeichnet werden. Größere Bruchstücke von Stalaktiten im Sinterbecken sind nach geraumer Zeit mit einem Sinterüberzug versehen.

## Beispiele
- Frankreich:
  - Auvergne-Rhône-Alpes: Gours de la grotte Saint-Marcel (bei Saint-Marcel-d’Ardèche, Département Ardèche)
  - Provence-Alpes-Côte d’Azur: Gours de l'Huveaune (bei Sainte-Baume, Département Var)
- Slowakei: Slowakischer Karst, in der Domicahöhle (Jaskyňa Domica) im Verlauf des Baches Styx
- Slowenien: Höhlen von St. Kanzian der Reka bei St. Kanzian (heute Škocjan in Divača)

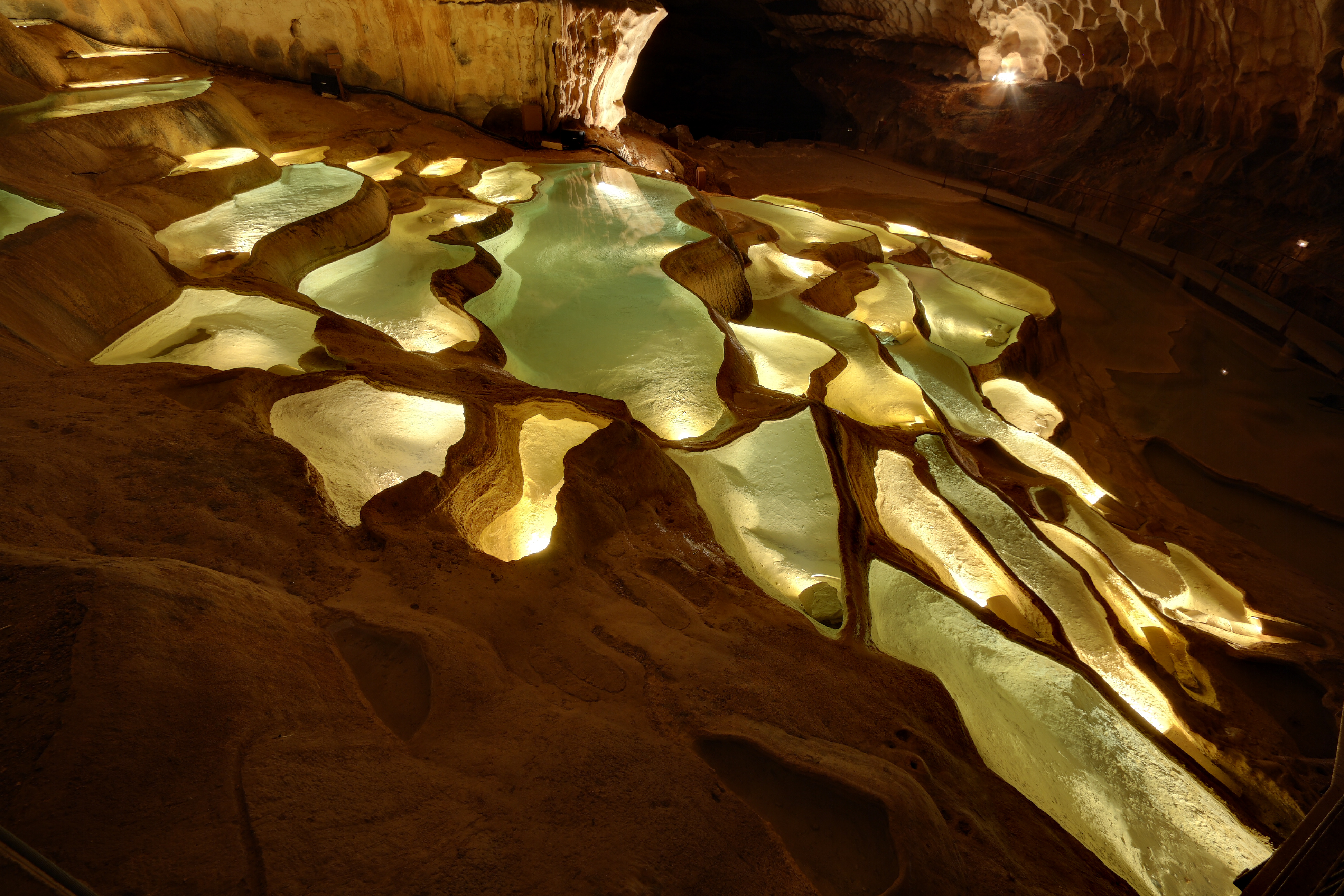
Sinterbecken der Höhle von Saint-Marcel
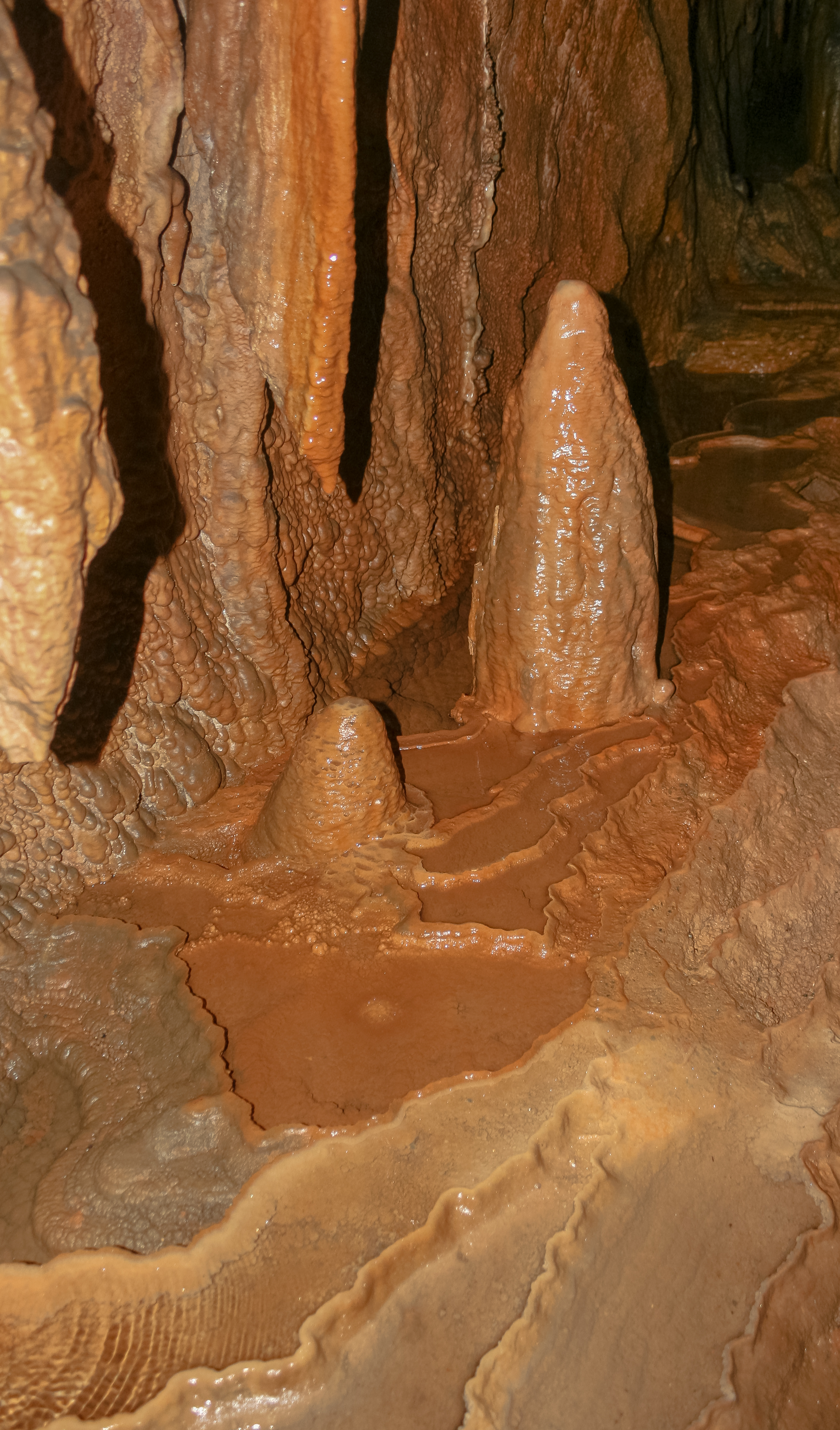
Sinterbecken in der King Solomon’s Cave, Tasmanien
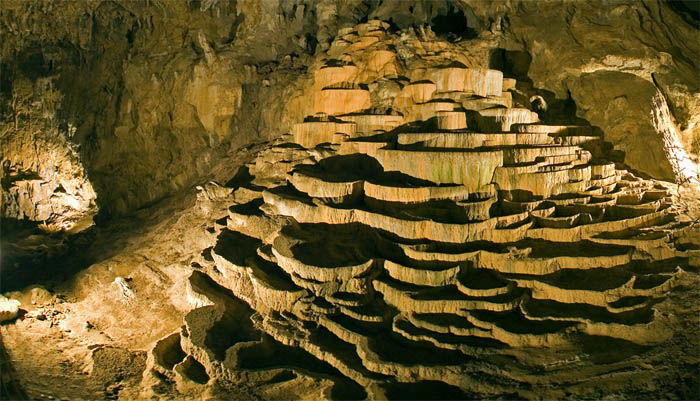
Sinterbecken in den Höhlen von Škocjan, Slowenien
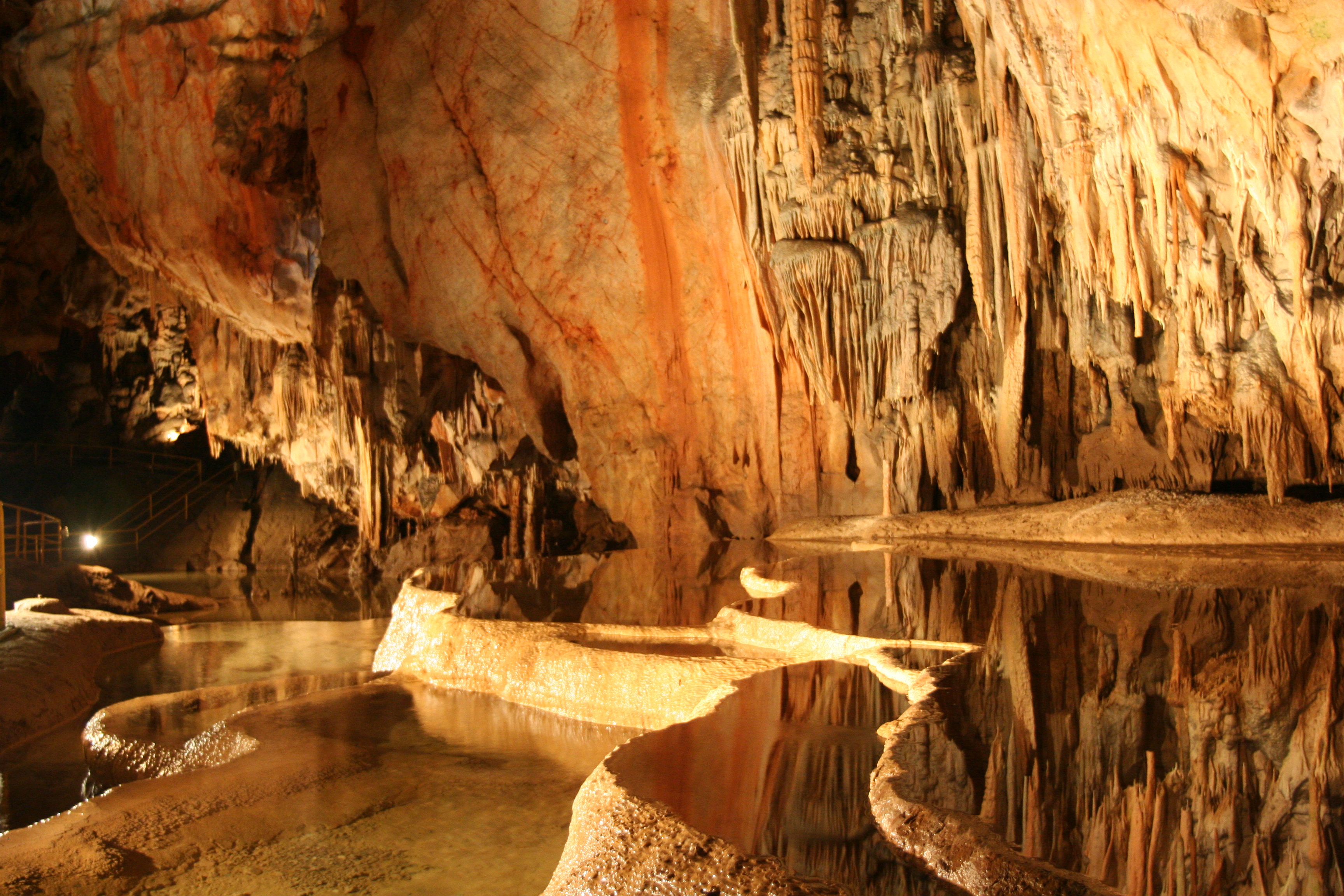
Sinterbecken in der Domicahöhle, Slowakische Republik
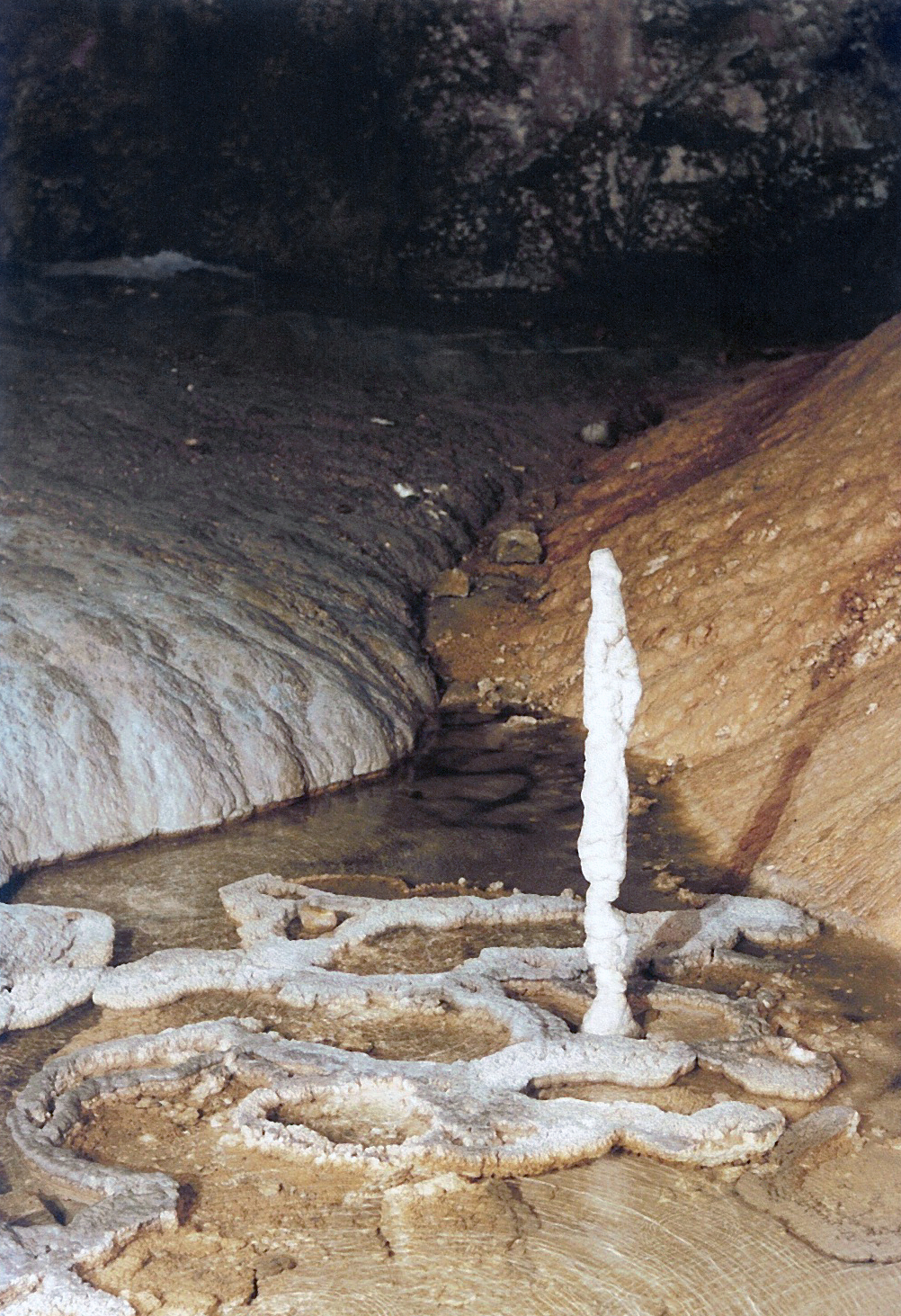
Sinterbecken mit Tropfsteinsäule in einer Höhle bei Sălciua de Jos, Rumänien